# المفيجر (الحريق)
المفيجر، هي قرية من فئة (ب) تقع في محافظة الحريق، والتابعة لمنطقة الرياض في السعودية. وتبعد المفيجر عن محافظة الحريق بمسافة تقارب (500 متر) كم.
اغلب سكان هذي القرية من قبيلة الاشراف ال حسين